# Murillo (sigarenmerk)
Murillo is een Nederlands sigarenmerk dat naar de Spaanse kunstschilder Bartolomé Murillo is vernoemd.
De Murillo-sigarenfabriek werd opgericht in 1934 door Paulus Johannes Antonius (P.J.A.) van Houts, geboren 27-10-1896 in Eindhoven. Het eigen sigarenmerk was Royal Flush. Pas in 1952 kon P.J.A. van Houts  het vrijgekomen merk Murillo deponeren. Eerder werd Murillo gedeponeerd door A.A.M. Pauwels Den Haag (in 1899) en in 1923 door de sigarenfabriek gebr. Garvelink. In 1941 gaf Bots van Botycos-sigarenfabrieken N.V. uit Valkenswaard behalve Botycos ook Murillo als eigen merk op. 
Na de Tweede Wereldoorlog was de firma nog tot 1975 actief. Voor de bouw van de Heuvel Galerie is ook de sigarenfabriek afgebroken.